# Jay Silverheels
Jay Silverheels (Six Nations, Ontario, 26 de mayo de 1912-Woodlands, California, 5 de marzo de 1980), nombre artístico de Harold J. Smith, fue un actor canadiense de la nación mohawk.
Fue un destacado boxeador hasta que en 1938 debuta en el cine como actor secundario en el papel de hermano de Osceola en Key Largo (1948). Pero lo que le hará realmente dar el salto a la fama fue el papel de Toro en la serie de televisión El Llanero Solitario (1949-1956), con secuelas cinematográficas. También participó en diversas películas representando a indios, como en Broken Arrow (1950) y The Man Who Loved Cat Dancing (1973).
Fue jugador de lacrosse y boxeador antes de entrar en el negocio del cine como doble de riesgo en 1938. Trabajó en varios filmes durante los años 40 hasta que ganó alguna notoriedad como un rufián en el filme Key Largo (Cayo Largo, 1948), protagonizado por Humphrey Bogart. La mayor parte de sus roles eran apariciones de extra como indio. En 1949, tras aparecer en The Cowboy and the Indians, junto con el actor de filmes clase B Clayton Moore, sería contratado para el papel de Toro, el fiel compañero indio del Llanero Solitario en la exitosa serie que se extendió entre 1949 y 1957. 
Jay tuvo una celebridad mundial (más de la que alguna vez había soñado) acompañando a Moore no solo en los episodios de la serie, sino también en dos películas cinematográficas en color y numerosas presentaciones comerciales a lo largo de décadas. Gracias a esta fama, pudo convertirse en portavoz de los intereses de los indios para mejorar el estatus de los mismos para la TV. 
En 1971, cambió su nombre original al artístico. 
Falleció en 1980, víctima de un accidente cerebrovascular.
Dejó cinco hijos.
- Datos: Q981630
- Multimedia: Jay Silverheels / Q981630